# Драгољуб Пајевић
Драгољуб Гине Пајевић (Јагодина, 15. март 1899 — Фелдкирхен, 12. септембар 1927) био је српски пилот који је изгубио живот у авионској несрећи након повратка из Швајцарске 1927. године.

## Биографија
Пајевић је, након Првог светског рата, после завршених шест разреда гиманзије, ступио у Војну академију. Потпоручнички чин добио је 1921, а чин поручника 1925.
Служио је у 30. пешадијском пуку у Призрену, а онда је септембра 1922. својевољно ступио у ваздухопловство и служио је у 1. ваздухопловном пуку. Најпре је био водник балонске чете, затим од 1923. дипломирани извиђач, а годину дана касније положио је пилотски испит.
Током 1926. године био је на усавршавању у Француској. За пилота је произведен марта 1927, свега пет месеци пре погибије.
Августа месеца 1927. године, изабран је за члана екипе Ваздухопловства Краљевине Срба, Хрвата и Словенаца која је учествовала на Другом међународном ваздухопловном митингу у Цириху, одржаном у периоду од 15. до 21. августа 1927. године. Уз представнике Краљевине СХС, нашли су се и пилоти из Француске, Немачке, Италије, Швајцарске, Холандије, Шведске, Чехословачке и Пољске.
Екипа нашег Ваздухопловства учествовала је са шест авиона: три Потеза 25 и три Девоатена. Вођа екипе био је командант 1. ваздухопловног пука потпуковник Живорад Петровић, а група је била подељена на ловачки и извиђачки део. Међутим, по повратку из Цириха, са планираном маршрутом Цирих – Инзбрук – Грац – Загреб – Нови Сад, дошло је до трагичног догађаја. На првој етапи лета, формација Краљевине СХС је упала у неповољне метеоролошке прилике изнад Алпа. Авиони су се растурили покушавајући да се пробију испод облака, летећи између алпских врхова. Два авиона су успела да дођу до Инзбрука, два су се вратила назад у Цирих, а Потез у коме су били потпуковник Живорад Петровић и поручник Драгољуб Пајевић, у пробијању облака је ударио у алпски глечер Изабелу у области Форарлберг. Авион се разбио, а посада је испала и остала да лежи са тешким повредама поред слупаног авиона на алпском глечеру.
Трећег дана од удеса, потпуковник Петровић је пузећи кренуо по помоћ. Тешко повређени Пајевић је остао да лежи крај авиона. Сутрадан, 31. августа пронашла га је група немачких туриста, а потом је пренет у болницу. Потпуковника Петровића су, нажалост, пронашли смрзнутог, свега километар од планинске чуварске кућице.
Пајевић је имао тешке повреде, а ноге и руке су му биле промрзле. Оперисан је и тада му је одсечена лева нога и два прста на левој руци. Неколико дана после операције, подлегао је повредама и преминуо 12. септембра 1927. године у болници у Фелдкирхену. Тело му је најпре допремљено у Београд, а потом је пренет у Јагодину, где је 15. септембра сахрањен.
У знак захвалности и поштовања према храбром пилоту, улица у којој се налазила кућа његове породице, названа је по његовом имену.

## Одликовања
Одликован је златном медаљом за ревносну службу.